# Sage comme une image
Singles de Lio
Amoureux solitaires
(1980) Amicalement vôtre
(1981)
Sage comme une image est une chanson de Lio, sortie en 1982.
Publiée sur l'album Suite sixtine, le titre se classe 30e des titres les mieux vendus en Belgique néerlandophone.